# Phalloniscus marcuzzii
Phalloniscus marcuzzii là một loài chân đều trong họ Dubioniscidae. Loài này được Vandel miêu tả khoa học năm 1952.